# Independence (Oregon)
Independence az Amerikai Egyesült Államok északnyugati részén, Oregon állam Polk megyéjében elhelyezkedő város, a salemi statisztikai körzet része. A 2010. évi népszámlálási adatok alapján 8590 lakosa van.

## Története
Az 1845-ben a térségbe érkező Elvin A. Thorp a mai óváros területén megalapította a Missouri állambeli Independence-ről elnevezett települést. 1867-ben Henry Hill szintén alapított egy települést; a 2014-ben bezárt Henry Hill Általános Iskola az ő nevét viseli.
A település az 1950-es években vasúti és folyami kereskedőpont volt. Az 1930-as és 1950-es évek között a komlótermesztést ünneplő fesztivált tartottak; a termés elmaradásával a település jelentősége is csökkent.
Independence belvárosát nem érintették a jelentősebb országutak. A repülőteret 1964-ben adták át.

## Népesség
A 2010-es népszámláláskor a városnak 8590 lakója, 2857 háztartása és 2021 családja volt. A népsűrűség 1153 fő/km2. A lakóegységek száma 3168, sűrűségük 425,2 db/km2. A lakosok 73,3%-a fehér, 0,4%-a afroamerikai, 1,8%-a indián, 1,2%-a ázsiai, 0,2%-a a Csendes-óceáni szigetekről származik, 19,1%-a egyéb, 4,1%-a pedig kettő vagy több etnikumú. A spanyol vagy latino származásúak aránya 35,3% (   )
A háztartások 42%-ában élt 18 évnél fiatalabb. 51,6% házas, 12,7% egyedülálló nő, 6,5% egyedülálló férfi, 29,3% pedig nem család. 18,6% egyedül élt; 5,9%-uk 65 éves vagy idősebb. Egy háztartásban átlagosan 2,99 személy élt; a családok átlagmérete 3,45 fő.
A medián életkor 28,3 év volt. A város lakóinak 30,5%-a 18 évesnél fiatalabb, 13,9% 18 és 24 év közötti, 27,3%-uk 25 és 44 év közötti, 19,5%-uk 45 és 64 év közötti, 8,7%-uk pedig 65 éves vagy idősebb. A lakosok 50,4%-a férfi, 49,6%-a pedig nő.

## Oktatás
A település diákjai a Monmouth-szal közös tankerület iskoláiba járnak.

## Fordítás
- Ez a szócikk részben vagy egészben  az   Independence, Oregon című angol Wikipédia-szócikk ezen változatának fordításán alapul.  Az eredeti cikk szerkesztőit annak laptörténete sorolja fel. Ez a jelzés csupán a megfogalmazás eredetét és a szerzői jogokat jelzi, nem szolgál a cikkben szereplő információk forrásmegjelöléseként.